# Pazár Béla
Pazár Béla, teljes nevén: Pazár Béla László (Nyíregyháza, 1874. március 11. – Graz, 1945. április 15.) állami főgimnáziumi tanár, nyelvész, irodalomtörténész.

## Élete
Pazár István nép- és ipariskolai igazgató és Botto (Bothó) Emma (Ján Botto szláv költő unokahugának) fiaként született. A gimnázium három osztályát szülővárosában, a IV. osztályt a német nyelv elsajátítása miatt Késmárkon, az V–VIII. osztályt ismét Nyíregyházán 1891-re végezte el. Mint VII. osztálybeli tanuló, latin dolgozatával a Róth Johanna-féle ösztöndíjat elnyerte. A szünidők alatt beutazta a felső vidéket és Prágában a kiállítást nézte meg, elsajátította a szlovák nyelvet és az olasz nyelvet. 1891 szeptemberében a budapesti egyetemre iratkozott be, és négy évig a bölcseleti kar hallgatója volt, emellett a francia, orosz és olasz nyelveket is hallgatta. Az 1894. év szünidejében Németországba utazott és Münchenben az egyetemi előadásokon jelen volt. Az 1894–1895. egyetemi év alatt a bölcselet-hallgatók segítőegyesületének elnöke volt, illetve a kórház-egylet, egyetemi kör és mensa academica bizottságában képviselte a tanárjelölteket. 1895-ben a budapesti egyetem bölcseleti karától pályadíjat nyert Glossae Virgilianae ex libro glossarum excerptae című munkájával. 
Az 1895–1896. iskolai évben a református főgimnáziumnál a német nyelv- és irodalom-tanszéken mint ideiglenes tanár nyert alkalmazást. 1896–1897-ben a budapesti tanárképző intézet gyakorló főgimnáziumában volt rendkívüli, majd rendes gyakorló tanár. 1898 februárjában pedagógiai oklevelet nyert. 1897–1898-ban helyettes tanár volt a budapesti evangélikus főgimnáziumban, ahol magyar, latin, és német nyelvet, illetve történelmet és földrajzot tanított. 1897-ben a budapesti egyetem jogi karára is beiratkozott, de ezeket a tanulmányait félbeszakította, mert 1898. szeptember 7-én a szegedi újonnan felállított állami főgimnáziumhoz (Állami Klauzál Gábor Gimnázium) nevezték ki helyettes, 1899. február 25-én ideiglenes rendes, 1902. október 31-én végleges rendes tanárnak. 1933-ig tanított az intézményben. 1891-től 1899-ig többször tett tanulmányutat az említetten kívül külföldön, így Ausztriában, Németországban és Felső-Olaszországban. 1900. február 3-án Pécsett házasságot kötött Kristóf Aranka Mária Ilonával. 1941-ben a kormányzó a Nemzetvédelmi Keresztet adományozta számára.

## Művei

### Folyóiratcikkei
Cikkei, beszélyei és költeményei a szegedi főgimnázium Értesítőjében (1899. A házi és iskolai nevelés), a Szegedi Hiradóban (1900. okt. 1. Vidéki áll. középiskolai tanárok gyűlése Szegeden, 1904. január Montegazza beszélye, olaszból ford.), az evangélikus egyházirodalmi Értesítőben (1901. Gondolatok az év végén), a Szeged és Vidékében (1902–1904. beszélyek németből ford., költemények és Művészet c. cikk), a Tanulók Lapjában (1904. elb.) jelentek meg; ezeken kívül kisebb cikkek és vezércikkek a szegedi helyi lapokban.

## Önállóan megjelent művei
- A Budapesti kir. m. tudom. egyetemi bölcsészethallgatók segítő-egyesületének évkönyve az 1894–95. évről. Budapest, 1896.
- A latin főnevek nemére vonatkozó szabályok versben. Nyelvtani segédkönyv. Szeged, 1900. (2. javított kiadás. Budapest, 1902.)
- C. Julius Caesar Emlékiratai a gall háborúról I–IV. könyv. Ford. Szeged, 1903.
- A római nemzeti irodalom rövid története. Budapest, 1909.
- Deutsche Gespräche mit Lesestücken. 1. Stufe. Szeged, 1914. Juhász ny. 72 l.